# 대한민국 헌법 제8장
대한민국 헌법 제8장 지방자치는 대한민국 헌법에서 지방자치에 대하여 기술하고 있는 장이다.

## 구성
- 제117조 자치권 및 지방자치단체의 종류
- 제118조 지방자치단체의 조직과 운영

## 같이 보기
- 대한민국의 헌법
- 지방자치
- 지방자치단체